# Acrolophus serratus
Acrolophus serratus är en fjärilsart som beskrevs av Hasbrouck 1964. Acrolophus serratus ingår i släktet Acrolophus och familjen Acrolophidae. Inga underarter finns listade i Catalogue of Life.